# نيكولاي نوسكوف
نيكولاي ايفانوفيتش نوسكوف (الروسية: Николай Иванович Носков)، وهو المغني الروسي والمطرب السابق من فرقة (الصخور الصلبة)، غوركي بارك (بين عامي 1987-1990). ولقد فاز خمس مرات في مسابقة الحاكي الذهبي. كما كان عضوا في فرقة (موسكو) في أوائل عقد الثمانينات، وفي فرقة Гран-при (سباق الجائزة الكبرى) في عام 1988 قبل انضمامه إلى فرقة غوركي بارك، وبعد ذلك بكثير في عقد التسعينيات في الفرقة Николай (نيكولاي). وفي بداية عام 1998 عمل نوسكوف بمفرده على وضع ستة ألبومات منفردة. وفي عام 2015 كان عضوا في لجنة التحكيم للموسم الثاني من المسلسل التلفازي الواقعي (غلافنايا ستسينا).

## حياته

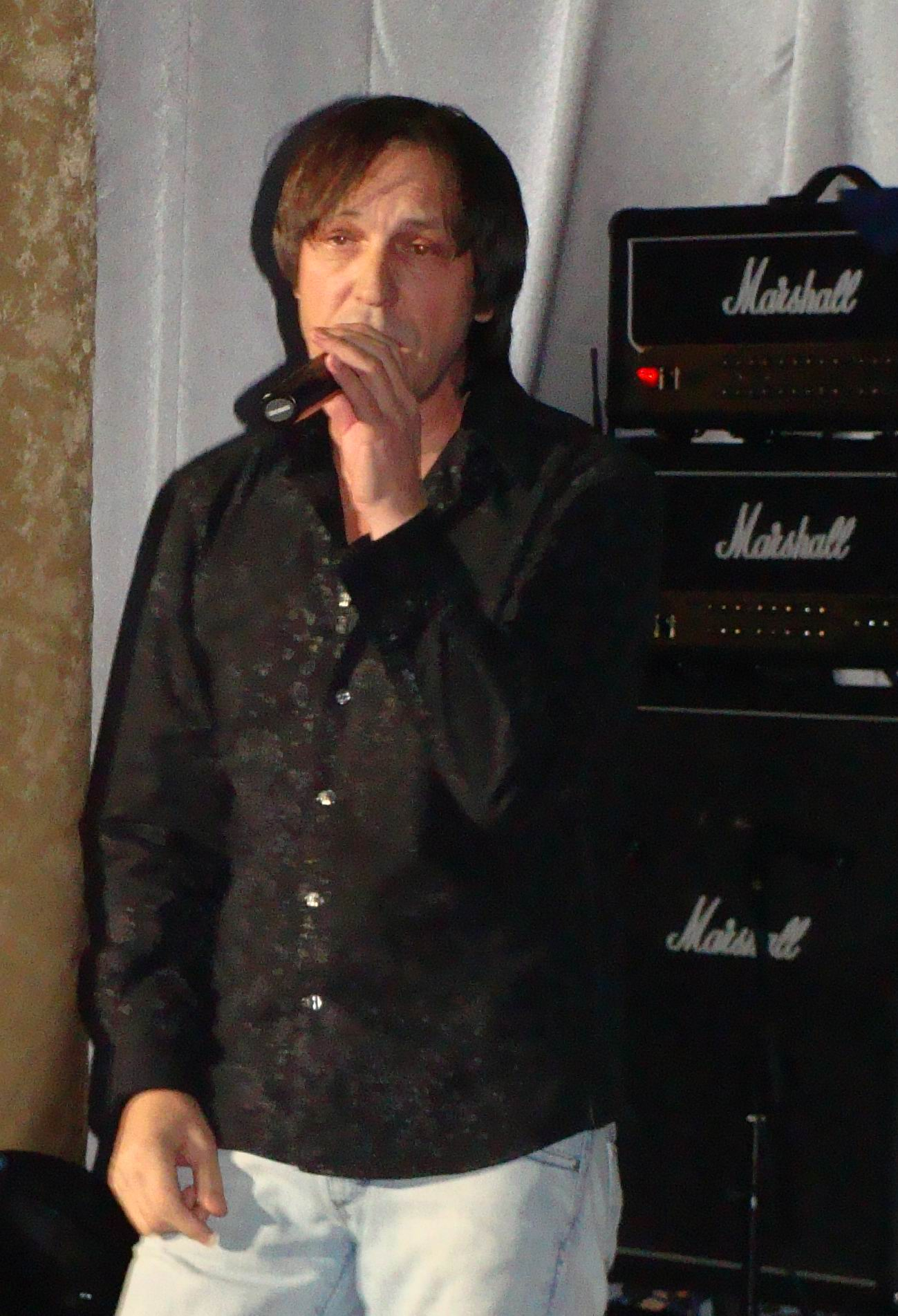
نيوكلاي نوسكوف عام 2009

ولد في 12 كانون الثاني/يناير 1956، في مدينة غزاتسك، التي سميت الآن باسم غاغارين، من عائلة عاملة بسيطة، وكان والده إيفان يعمل في مصنع لتجهيز اللحوم، وساعدته والدته يكاترينا في قدراته. أعطته كوليا أول انطباعاته الموسيقية التي كانت في الغالب الموسيقى الشعبية، ولعبت على الالحان الروسية التقليدية أو كانت تغنى من قبل والدته في بعض الأحيان.

## روابط خارجية
- نيكولاي نوسكوف على موقع ميوزك برينز (الإنجليزية)
- نيكولاي نوسكوف على موقع أول ميوزيك (الإنجليزية)
- نيكولاي نوسكوف على موقع ديسكوغز (الإنجليزية)